# Coupe caribéenne des nations 2012
Navigation
Édition précédente Édition suivante
La Coupe caribéenne des nations 2012, aussi nommée Coupe des Nations de la Caraïbe 2012, est la vingt-troisième édition de la Coupe caribéenne des nations, une compétition de football réunissant toutes les nations membres de l'Union caribéenne de football.
La phase finale de cette compétition était prévue à Antigua-et-Barbuda en juin-juillet 2012, mais elle a été reportée en décembre 2012. Le premier tour a lieu en août, et le second tour en septembre et octobre.
Les quatre premiers sont les qualifiés de la zone Caraïbes de la Gold Cup 2013.

## Équipes participant au tournoi[1]
| Participation                   | Équipes | Nb d'équipes |
| ------------------------------- | --- | ------------ |
| Non participante                | - Bahamas - Îles Caïmans - Sint Maarten - Îles Turques-et-Caïques - Îles Vierges des États-Unis | 5            |
| Début au 1er tour               | - Anguilla - Aruba - Barbade - Bermudes - Îles Vierges britanniques - Curaçao - Dominique - République dominicaine - Guyane - Guyana - Haïti - Martinique - Montserrat - Porto Rico - Sainte-Lucie - Saint-Martin - Saint-Christophe-et-Niévès - Saint-Vincent-et-les-Grenadines - Suriname - Trinité-et-Tobago | 20           |
| Début au 2e tour                | - Cuba (3e place en 2010) - Grenade (4e place en 2010) - Guadeloupe (finaliste en 2010) | 3            |
| Début au 3e tour (phase finale) | - Jamaïque (tenant du titre) - Antigua-et-Barbuda (pays hôte) | 2            |

## Qualifications

### Premier tour
Les équipes classées premières de leur groupe sont qualifiées pour le second tour. Initialement, les équipes classées deuxièmes devaient être comparées deux à deux et la meilleure équipe de chaque binôme devait être qualifiée pour le tour suivant. Mais en raison des désistements, les équipes classées deuxièmes sont directement qualifiées à l'exception du moins bon second entre le groupe 4 et 5.

#### Groupe 1
Le tournoi se déroule à Port-au-Prince (Haïti) du 7 au 11 septembre.
| Rang | Équipe       | Pts | J | G | N | P | Bp | Bc | Diff |  | Résultats (▼ dom., ► ext.) |     |  |     |     |
| ---- | ------------ | --- | - | - | - | - | -- | -- | ---- |  | -------------------------- | --- |  | --- | --- |
| 1    | Haïti        | 9   | 3 | 3 | 0 | 0 | 12 | 2  | +10  |  | Porto Rico                 |     |  |     | 9-0 |
| 2    | Porto Rico   | 6   | 3 | 2 | 0 | 1 | 12 | 3  | +9   |  | Haïti                      | 2-1 |  | 3-1 | 7-0 |
| 3    | Bermudes     | 3   | 3 | 1 | 0 | 2 | 10 | 5  | +5   |  | Bermudes                   | 1-2 |  |     |     |
| 4    | Saint-Martin | 0   | 3 | 0 | 0 | 3 | 0  | 24 | -24  |  | Saint-Martin               |     |  | 0-8 |     |

| 7 septembre 2012 | Bermudes         | 1 - 2 | Porto Rico                                               | Stade Sylvio-Cator, Port-au-Prince            |                                               |
| 17:00 UTC-4      | Russell 78e      |       | Marrero 68e · Vázquez 76e · Jones 83e, 83e · Ramos 90+5e | Spectateurs : 2 000 Arbitrage : Trevor Taylor | Spectateurs : 2 000 Arbitrage : Trevor Taylor |
| 17:00 UTC-4      | Feuille de match |       |                                                          | Spectateurs : 2 000 Arbitrage : Trevor Taylor | Spectateurs : 2 000 Arbitrage : Trevor Taylor |

| 7 septembre 2012 | Haïti                                                            | 7 - 0 | Saint-Martin | Stade Sylvio-Cator, Port-au-Prince               |                                                  |
| 19:00 UTC-4      | Peguero 4e 40e 45e · Monuma 22e 43e · Lafrance 70e · Maurice 90e |       | Sainval 89e  | Spectateurs : 10 000 Arbitrage : Kevin Morrisson | Spectateurs : 10 000 Arbitrage : Kevin Morrisson |
| 19:00 UTC-4      | Feuille de match                                                 |       |              | Spectateurs : 10 000 Arbitrage : Kevin Morrisson | Spectateurs : 10 000 Arbitrage : Kevin Morrisson |

| 9 septembre 2012 | Porto Rico                                                                          | 9 - 0 | Saint-Martin | Stade Sylvio-Cator, Port-au-Prince           |                                              |
| 17:00 UTC-4      | Ramos 15e 44e 47e 82e · Marero 69e 83e · Delgado 29e · Arrieta 45+1e · Oikkonen 76e |       |              | Spectateurs : 2 000 Arbitrage : Dwight Royal | Spectateurs : 2 000 Arbitrage : Dwight Royal |
| 17:00 UTC-4      | Feuille de match                                                                    |       |              | Spectateurs : 2 000 Arbitrage : Dwight Royal | Spectateurs : 2 000 Arbitrage : Dwight Royal |

| 9 septembre 2012 | Haïti                                  | 3 - 1 | Bermudes   | Stade Sylvio-Cator, Port-au-Prince             |                                                |
| 19:00 UTC-4      | Saurel 30e · Maurice 39e · Peguero 41e |       | Russell 9e | Spectateurs : 10 500 Arbitrage : Adrian Skeete | Spectateurs : 10 500 Arbitrage : Adrian Skeete |
| 19:00 UTC-4      | Feuille de match                       |       |            | Spectateurs : 10 500 Arbitrage : Adrian Skeete | Spectateurs : 10 500 Arbitrage : Adrian Skeete |

| 11 septembre 2012 | Saint-Martin     | 0 - 8 | Bermudes                                                                     | Stade Sylvio-Cator, Port-au-Prince           |                                              |
| 17:00 UTC-4       |                  |       | Burgess 18e 31e 49e 76e · Russell 52e · Manders 61e · Coke 80e · Simmons 87e | Spectateurs : 3 000 Arbitrage : Dwight Royal | Spectateurs : 3 000 Arbitrage : Dwight Royal |
| 17:00 UTC-4       | Feuille de match |       |                                                                              | Spectateurs : 3 000 Arbitrage : Dwight Royal | Spectateurs : 3 000 Arbitrage : Dwight Royal |

| 11 septembre 2012 | Haïti                                        | 2 - 1 | Porto Rico                                        | Stade Sylvio-Cator, Port-au-Prince              |                                                 |
| 19:00 UTC-4       | Peguero 65e 66e · Maurice 67e · Lafrance 72e |       | Krause 8e · Vázquez 63e · Delgado 73e · Vélez 82e | Spectateurs : 12 000 Arbitrage : Kevin Morrison | Spectateurs : 12 000 Arbitrage : Kevin Morrison |
| 19:00 UTC-4       | Feuille de match                             |       |                                                   | Spectateurs : 12 000 Arbitrage : Kevin Morrison | Spectateurs : 12 000 Arbitrage : Kevin Morrison |

#### Groupe 2
Les matchs ont lieu à Gros Islet (Sainte-Lucie) du 21 au 25 octobre.
| Rang | Équipe                          | Pts | J | G | N | P | Bp | Bc | Diff |  | Résultats (▼ dom., ► ext.)      |  |     |     |     |
| ---- | ------------------------------- | --- | - | - | - | - | -- | -- | ---- |  | ------------------------------- |  | --- | --- | --- |
| 1    | Guyana                          | 6   | 3 | 2 | 0 | 1 | 6  | 3  | +3   |  | Guyana                          |  | 1-2 | 3-0 | 2-1 |
| 2    | Saint-Vincent-et-les-Grenadines | 6   | 3 | 2 | 0 | 1 | 6  | 2  | +4   |  | Saint-Vincent-et-les-Grenadines |  |     | 0-1 | 4-0 |
| 3    | Sainte-Lucie                    | 6   | 3 | 2 | 0 | 1 | 6  | 4  | +2   |  | Sainte-Lucie                    |  |     |     | 5-1 |
| 4    | Curaçao                         | 0   | 3 | 0 | 0 | 3 | 2  | 11 | -9   |  | Curaçao                         |  |     |     |     |

| 21 octobre 2012 | Guyana                  | 1 - 2 | Saint-Vincent-et-les-Grenadines | Beausejour Stadium, Sainte-Lucie               |                                                |
| 17:00 UTC-4     | Richardson 45+1e (pen.) |       | 30e M. Samuel · 79e Stewart     | Spectateurs : 1 000 Arbitrage : Antonius Pinas | Spectateurs : 1 000 Arbitrage : Antonius Pinas |
| 17:00 UTC-4     | Feuille de match        |       |                                 | Spectateurs : 1 000 Arbitrage : Antonius Pinas | Spectateurs : 1 000 Arbitrage : Antonius Pinas |

| 21 octobre 2012 | Sainte-Lucie                                                            | 5 - 1 | Curaçao    | Beausejour Stadium, Sainte-Lucie              |                                               |
| 19:30 UTC-4     | Paul 14e · Valcin 44e · Charles 51e · Charlemagne 87e · Frederick 90+2e |       | 48e Isenia | Spectateurs : 1 650 Arbitrage : Bryan Willett | Spectateurs : 1 650 Arbitrage : Bryan Willett |
| 19:30 UTC-4     | Feuille de match                                                        |       |            | Spectateurs : 1 650 Arbitrage : Bryan Willett | Spectateurs : 1 650 Arbitrage : Bryan Willett |

| 23 octobre 2012 | Curaçao          | 1 - 2 | Guyana                            | Beausejour Stadium, Sainte-Lucie            |                                             |
| 18:00 UTC-4     | Nelson 53e (csc) |       | 1re Mills · 42e (pen.) Richardson | Spectateurs : 750 Arbitrage : Raymond Bogle | Spectateurs : 750 Arbitrage : Raymond Bogle |
| 18:00 UTC-4     | Feuille de match |       |                                   | Spectateurs : 750 Arbitrage : Raymond Bogle | Spectateurs : 750 Arbitrage : Raymond Bogle |

| 23 octobre 2012 | Sainte-Lucie     | 1 - 0 | Saint-Vincent-et-les-Grenadines | Beausejour Stadium, Sainte-Lucie              |                                               |
| 20:30 UTC-4     | Paul 69e         |       |                                 | Spectateurs : 1 651 Arbitrage : Sandy Vasquez | Spectateurs : 1 651 Arbitrage : Sandy Vasquez |
| 20:30 UTC-4     | Feuille de match |       |                                 | Spectateurs : 1 651 Arbitrage : Sandy Vasquez | Spectateurs : 1 651 Arbitrage : Sandy Vasquez |

| 25 octobre 2012 | Saint-Vincent-et-les-Grenadines              | 4 - 0 | Curaçao | Beausejour Stadium, Sainte-Lucie            |                                             |
| 18:00 UTC-4     | Stewart 8e 76e · Hamlett 58e · M. Samuel 78e |       |         | Spectateurs : 852 Arbitrage : Sandy Vasquez | Spectateurs : 852 Arbitrage : Sandy Vasquez |
| 18:00 UTC-4     | Feuille de match                             |       |         | Spectateurs : 852 Arbitrage : Sandy Vasquez | Spectateurs : 852 Arbitrage : Sandy Vasquez |

| 25 octobre 2012 | Sainte-Lucie     | 0 - 3 | Guyana                         | Beausejour Stadium, Sainte-Lucie              |                                               |
| 20:30 UTC-4     |                  |       | 14e 34e Mills · 37e Richardson | Spectateurs : 2 500 Arbitrage : Bryan Willett | Spectateurs : 2 500 Arbitrage : Bryan Willett |
| 20:30 UTC-4     | Feuille de match |       |                                | Spectateurs : 2 500 Arbitrage : Bryan Willett | Spectateurs : 2 500 Arbitrage : Bryan Willett |

#### Groupe 3
Les matchs ont lieu à la Martinique du 5 au 9 septembre.
| Rang | Équipe                    | Pts | J | G | N | P | Bp | Bc | Diff |  | Résultats (▼ dom., ► ext.) |  |     |     |      |
| ---- | ------------------------- | --- | - | - | - | - | -- | -- | ---- |  | -------------------------- |  | --- | --- | ---- |
| 1    | Martinique                | 7   | 3 | 2 | 1 | 0 | 23 | 2  | +21  |  | Martinique                 |  | 2-2 | 5-0 | 16-0 |
| 2    | Suriname                  | 7   | 3 | 2 | 1 | 0 | 13 | 3  | +10  |  | Suriname                   |  |     | 7-1 | 4-0  |
| 3    | Montserrat                | 3   | 3 | 1 | 0 | 2 | 8  | 12 | -4   |  | Montserrat                 |  |     |     | 7-0  |
| 4    | Îles Vierges britanniques | 0   | 3 | 0 | 0 | 3 | 0  | 27 | -27  |  | Îles Vierges britanniques  |  |     |     |      |

| 5 septembre 2012 | Montserrat       | 1 - 7 | Suriname                                                                             | Stade Georges-Gratiant, Le Lamentin          |                                              |
| 18:00 UTC-4      | Allen 48e        |       | Waal 3e 11e · Sordam 16e · Vallei 39e · Drenthe 45e · Vallei 65e · Rijssel 85e 90+1e | Spectateurs : 188 Arbitrage : Rudolph Angela | Spectateurs : 188 Arbitrage : Rudolph Angela |
| 18:00 UTC-4      | Feuille de match |       |                                                                                      | Spectateurs : 188 Arbitrage : Rudolph Angela | Spectateurs : 188 Arbitrage : Rudolph Angela |

| 5 septembre 2012 | Martinique | 16 - 0 | Îles Vierges britanniques  | Stade Georges-Gratiant, Le Lamentin         |                                             |
| 20:00 UTC-4      | Delem 6e 68e · Gustan 12e · Berdix 20e 80e (pen.) · Parsemain 32e 63e 67e 70e 81e 86e · Mainge 37e · Dondon 41e (pen.) · Abaul 46e 54e · Balmy 82e · Nédra 87e · Sidney 87e |        | Robinson 22e · Demming 38e | Spectateurs : 800 Arbitrage : Javier Santos | Spectateurs : 800 Arbitrage : Javier Santos |
| 20:00 UTC-4      | Feuille de match |        |                            | Spectateurs : 800 Arbitrage : Javier Santos | Spectateurs : 800 Arbitrage : Javier Santos |

| 7 septembre 2012 | Îles Vierges britanniques | 0 - 4 | Suriname                                              | Stade municipal En Camée, Rivière-Pilote       |                                                |
| 18:00 UTC-4      |                           |       | Rijssel 35e · Drenthe 36e · Rijssel 42e · Loswijk 81e | Spectateurs : 200 Arbitrage : William Anderson | Spectateurs : 200 Arbitrage : William Anderson |
| 18:00 UTC-4      | Feuille de match          |       |                                                       | Spectateurs : 200 Arbitrage : William Anderson | Spectateurs : 200 Arbitrage : William Anderson |

| 7 septembre 2012 | Martinique                                                                               | 5 - 0 | Montserrat   | Stade municipal En Camée, Rivière-Pilote      |                                               |
| 20:00 UTC-4      | Parsemain 5e · Gustan 9e · Parsemain 20e · Delem 25e · Tresfield 31e · Parsemain 59e 61e |       | Campbell 56e | Spectateurs : 400 Arbitrage : Wilson Da Costa | Spectateurs : 400 Arbitrage : Wilson Da Costa |
| 20:00 UTC-4      | Feuille de match                                                                         |       |              | Spectateurs : 400 Arbitrage : Wilson Da Costa | Spectateurs : 400 Arbitrage : Wilson Da Costa |

| 9 septembre 2012 | Îles Vierges britanniques | 0 - 7 | Montserrat                                                                               | Stade Pierre-Aliker, Fort-de-France            |                                                |
| 15:00 UTC-4      | Robinson 51e, 57e         |       | Campbell 35e 45+1e · Roach 45+3e · Woods-Garness 53e · Remy 71e 81e · Sargeant 88e (csc) | Spectateurs : 120 Arbitrage : William Anderson | Spectateurs : 120 Arbitrage : William Anderson |
| 15:00 UTC-4      | Feuille de match          |       |                                                                                          | Spectateurs : 120 Arbitrage : William Anderson | Spectateurs : 120 Arbitrage : William Anderson |

| 9 septembre 2012 | Martinique                                                                                      | 2 - 2 | Suriname                                | Stade Pierre-Aliker, Fort-de-France          |                                              |
| 17:00 UTC-4      | Parsemain 3e · Abaul 20e · Mainge 22e · Crétinoir 39e · Dondon 75e · Reuperné 75e · Vitulin 82e |       | Aloema 25e · Sordam 75e · Loswijk 90+2e | Spectateurs : 241 Arbitrage : Rudolph Angela | Spectateurs : 241 Arbitrage : Rudolph Angela |
| 17:00 UTC-4      | Feuille de match                                                                                |       |                                         | Spectateurs : 241 Arbitrage : Rudolph Angela | Spectateurs : 241 Arbitrage : Rudolph Angela |

#### Groupe 4
Les matchs ont lieu à Bridgetown (Barbade) du 23 au 27 septembre.
| Rang | Équipe                 | Pts | J | G | N | P | Bp | Bc | Diff |  | Résultats (▼ dom., ► ext.) |  |     |     |     |
| ---- | ---------------------- | --- | - | - | - | - | -- | -- | ---- |  | -------------------------- |  | --- | --- | --- |
| 1    | République dominicaine | 7   | 3 | 2 | 1 | 0 | 3  | 2  | +1   |  | Barbade                    |  | 2-1 | 0-1 | 1-0 |
| 2    | Barbade                | 6   | 3 | 2 | 0 | 1 | 3  | 2  | +1   |  | Aruba                      |  |     | 2-2 | 2-3 |
| 3    | Dominique              | 3   | 3 | 1 | 0 | 2 | 4  | 5  | -1   |  | République dominicaine     |  |     |     | 2-1 |
| 4    | Aruba                  | 1   | 3 | 0 | 1 | 2 | 5  | 7  | -2   |  | Dominique                  |  |     |     |     |

| 23 septembre 2012 | Aruba                               | 2 - 2 | République dominicaine | Kensington Oval, Bridgetown                   |                                               |
| 17:00 UTC-4       | Baten 6e · Gomez 29e · Barradas 30e |       | Ozuna 13e 76e          | Spectateurs : 0 Arbitrage : Stanley Lancaster | Spectateurs : 0 Arbitrage : Stanley Lancaster |
| 17:00 UTC-4       | Feuille de match                    |       |                        | Spectateurs : 0 Arbitrage : Stanley Lancaster | Spectateurs : 0 Arbitrage : Stanley Lancaster |

| 23 septembre 2012 | Barbade                                              | 1 - 0 | Dominique                                      | Kensington Oval, Bridgetown               |                                           |
| 19:00 UTC-4       | Williams 35e · Williams 36e · Harte 66e · Bourne 75e |       | Etienne-Clark 63e · Austrie 67e · Benjamin 88e | Spectateurs : 300 Arbitrage : Neal Brizan | Spectateurs : 300 Arbitrage : Neal Brizan |
| 19:00 UTC-4       | Feuille de match                                     |       |                                                | Spectateurs : 300 Arbitrage : Neal Brizan | Spectateurs : 300 Arbitrage : Neal Brizan |

| 25 septembre 2012 | Dominique                                                                        | 3 - 2 | Aruba                                                              | Kensington Oval, Bridgetown               |                                           |
| 17:00 UTC-4       | Bertrand 32e · Benjamin 45e · Etienne-Clark 59e · Christopher 70e · Benjamin 77e |       | Bergen 40e · Breinburg 42e · Gomez 55e · Baten 59e · Breinburg 61e | Spectateurs : 150 Arbitrage : Leon Clarke | Spectateurs : 150 Arbitrage : Leon Clarke |
| 17:00 UTC-4       | Feuille de match                                                                 |       |                                                                    | Spectateurs : 150 Arbitrage : Leon Clarke | Spectateurs : 150 Arbitrage : Leon Clarke |

| 25 septembre 2012 | Barbade          | 0 - 1 | République dominicaine | Kensington Oval, Bridgetown                   |                                               |
| 19:00 UTC-4       |                  |       | Nuñez 80e              | Spectateurs : 750 Arbitrage : Jermain Elskamp | Spectateurs : 750 Arbitrage : Jermain Elskamp |
| 19:00 UTC-4       | Feuille de match |       |                        | Spectateurs : 750 Arbitrage : Jermain Elskamp | Spectateurs : 750 Arbitrage : Jermain Elskamp |

| 27 septembre 2012 | République dominicaine | 2 - 1 | Dominique    | Kensington Oval, Bridgetown |                         |
| 17:00 UTC-4       | Faña 66e 90+3e         |       | Bertrand 39e | Arbitrage : Neal Brizan     | Arbitrage : Neal Brizan |
| 17:00 UTC-4       | Feuille de match       |       |              | Arbitrage : Neal Brizan     | Arbitrage : Neal Brizan |

| 27 septembre 2012 | Barbade                | 2 - 1 | Aruba      | Kensington Oval, Bridgetown   |                               |
| 19:00 UTC-4       | Skeete 21e · Harte 56e |       | Bergen 32e | Arbitrage : Stanley Lancaster | Arbitrage : Stanley Lancaster |
| 19:00 UTC-4       | Feuille de match       |       |            | Arbitrage : Stanley Lancaster | Arbitrage : Stanley Lancaster |

#### Groupe 5
Les matchs ont lieu à Basseterre (Saint-Kitts-et-Nevis) du 10 au 14 octobre.
| Rang | Équipe                     | Pts | J | G | N | P | Bp | Bc | Diff |  | Résultats (▼ dom., ► ext.) |  |     |     |      |
| ---- | -------------------------- | --- | - | - | - | - | -- | -- | ---- |  | -------------------------- |  | --- | --- | ---- |
| 1    | Trinité-et-Tobago          | 9   | 3 | 3 | 0 | 0 | 15 | 1  | +14  |  | Saint-Christophe-et-Niévès |  | 2-0 | 0-3 | 0-1  |
| 2    | Guyane                     | 6   | 3 | 2 | 0 | 1 | 8  | 5  | +3   |  | Anguilla                   |  |     |     | 0-10 |
| 3    | Saint-Christophe-et-Niévès | 3   | 3 | 1 | 0 | 2 | 2  | 4  | -2   |  | Guyane                     |  | 4-1 |     | 1-4  |
| 4    | Anguilla                   | 0   | 3 | 0 | 0 | 3 | 1  | 16 | -15  |  | Trinité-et-Tobago          |  |     |     |      |

| 10 octobre 2012 | Guyane           | 1 - 4 | Trinité-et-Tobago                             | Warner Park Football Stadium, Basseterre  |                                           |
| 17:00 UTC-4     | Darcheville 16e  |       | Hector 26e · Gay 35e · Daniel 72e · Plaza 87e | Spectateurs : 400 Arbitrage : Marcos Brea | Spectateurs : 400 Arbitrage : Marcos Brea |
| 17:00 UTC-4     | Feuille de match |       |                                               | Spectateurs : 400 Arbitrage : Marcos Brea | Spectateurs : 400 Arbitrage : Marcos Brea |

| 10 octobre 2012 | Saint-Christophe-et-Niévès | 2 - 0 | Anguilla | Warner Park Football Stadium, Basseterre      |                                               |
| 19:00 UTC-4     | Sawyers 15e · Harris 20e   |       |          | Spectateurs : 700 Arbitrage : Sherwin Johnson | Spectateurs : 700 Arbitrage : Sherwin Johnson |
| 19:00 UTC-4     | Feuille de match           |       |          | Spectateurs : 700 Arbitrage : Sherwin Johnson | Spectateurs : 700 Arbitrage : Sherwin Johnson |

| 12 octobre 2012 | Guyane                         | 4 - 1 | Anguilla    | Warner Park Football Stadium, Basseterre          |                                                   |
| 17:00 UTC-4     | Pigrée 3e 45+1e 50e · Baal 74e |       | Rodgers 59e | Spectateurs : 600 Arbitrage : Juan Carlos Hidalgo | Spectateurs : 600 Arbitrage : Juan Carlos Hidalgo |
| 17:00 UTC-4     | Feuille de match               |       |             | Spectateurs : 600 Arbitrage : Juan Carlos Hidalgo | Spectateurs : 600 Arbitrage : Juan Carlos Hidalgo |

| 12 octobre 2012 | Saint-Christophe-et-Niévès | 0 - 1 | Trinité-et-Tobago | Warner Park Football Stadium, Basseterre        |                                                 |
| 19:00 UTC-4     |                            |       | Carter 51e        | Spectateurs : 1 700 Arbitrage : David Rubalcaba | Spectateurs : 1 700 Arbitrage : David Rubalcaba |
| 19:00 UTC-4     | Feuille de match           |       |                   | Spectateurs : 1 700 Arbitrage : David Rubalcaba | Spectateurs : 1 700 Arbitrage : David Rubalcaba |

| 14 octobre 2012 | Anguilla         | 0 - 10 | Trinité-et-Tobago                                                      | Warner Park Football Stadium, Basseterre     |                                              |
| 17:00 UTC-4     |                  |        | Gay 7e 21e 32e 38e · Daniel 11e 35e 40e · Plaza 53e 63e · Teesdale 71e | Spectateurs : 40 Arbitrage : Sherwin Johnson | Spectateurs : 40 Arbitrage : Sherwin Johnson |
| 17:00 UTC-4     | Feuille de match |        |                                                                        | Spectateurs : 40 Arbitrage : Sherwin Johnson | Spectateurs : 40 Arbitrage : Sherwin Johnson |

| 14 octobre 2012 | Saint-Christophe-et-Niévès | 0 - 3 | Guyane                         | Warner Park Football Stadium, Basseterre  |                                           |
| 19:00 UTC-4     |                            |       | Pigrée 7e 72e · Darcheville 8e | Spectateurs : 200 Arbitrage : Marcos Brea | Spectateurs : 200 Arbitrage : Marcos Brea |
| 19:00 UTC-4     | Feuille de match           |       |                                | Spectateurs : 200 Arbitrage : Marcos Brea | Spectateurs : 200 Arbitrage : Marcos Brea |

#### Classement des deuxièmes gr. 4 & 5
| Rang | Équipe  | Pts | J | G | N | P | Bp | Bc | Diff |
| ---- | ------- | --- | - | - | - | - | -- | -- | ---- |
| 1    | Guyane  | 6   | 3 | 2 | 0 | 1 | 8  | 5  | +3   |
| 2    | Barbade | 6   | 3 | 2 | 0 | 1 | 3  | 2  | +1   |

### Second tour
La Guadeloupe (finaliste de l'édition précédente), Cuba (3e) et Grenade (4e) font leur entrée lors de ce second tour.
La Guadeloupe et la Grenade accueillent deux des trois groupes qualificatifs du deuxième tour, le troisième étant organisé à Trinité-et-Tobago en remplacement de Cuba.
Les deux premiers de chaque poule sont qualifiés pour la phase finale.

#### Groupe 6
Les matchs ont lieu à Saint-Georges (Grenade) du 14 au 18 novembre.
| Rang | Équipe  | Pts | J | G | N | P | Bp | Bc | Diff |
| ---- | ------- | --- | - | - | - | - | -- | -- | ---- |
| 1    | Haïti   | 6   | 3 | 2 | 0 | 1 | 3  | 1  | +2   |
| 2    | Guyane  | 4   | 3 | 1 | 1 | 1 | 5  | 5  | 0    |
| 3    | Grenade | 4   | 3 | 1 | 1 | 1 | 3  | 4  | -1   |
| 4    | Guyana  | 3   | 3 | 1 | 0 | 2 | 5  | 6  | -1   |

| 14 novembre 2012 | Haïti            | 1 - 0 | Guyana | Grenada National Stadium, Saint-Georges, Grenade |                                   |
| 18:00 UTC-4      | Olrish 47e       |       |        | Spectateurs : 1 000 Arbitrage : ?                | Spectateurs : 1 000 Arbitrage : ? |
| 18:00 UTC-4      | Feuille de match |       |        | Spectateurs : 1 000 Arbitrage : ?                | Spectateurs : 1 000 Arbitrage : ? |

| 14 novembre 2012 | Grenade                              | 1 - 1 | Guyane                                      | Grenada National Stadium, Saint-Georges, Grenade |                                                 |
| 20:00 UTC-4      | Rocastle 33e · Straker 62e · Leo 80e |       | Torvic 32e · Darcheville 34e · Pigrée 90+2e | Spectateurs : 1 500 Arbitrage : Javier Jauregui  | Spectateurs : 1 500 Arbitrage : Javier Jauregui |
| 20:00 UTC-4      | Feuille de match                     |       |                                             | Spectateurs : 1 500 Arbitrage : Javier Jauregui  | Spectateurs : 1 500 Arbitrage : Javier Jauregui |

| 16 novembre 2012 | Guyane                                                | 1 - 0 | Haïti                                    | Grenada National Stadium, Saint-Georges, Grenade |                                           |
| 18:00 UTC-4      | Marigard 17e · Pigrée 55e · Marigard 88e · Edwige 89e |       | Raymond 30e · Aveska 58e · Alexandre 58e | Spectateurs : 750 Arbitrage : Osiel Nuñez        | Spectateurs : 750 Arbitrage : Osiel Nuñez |
| 18:00 UTC-4      | Feuille de match                                      |       |                                          | Spectateurs : 750 Arbitrage : Osiel Nuñez        | Spectateurs : 750 Arbitrage : Osiel Nuñez |

| 16 novembre 2012 | Grenade                            | 2 - 1 | Guyana                 | Grenada National Stadium, Saint-Georges, Grenade |                                             |
| 20:00 UTC-4      | Bain 46e · Murray 81e · Murray 82e |       | Nurse 43e · Wilson 48e | Spectateurs : 1 400 Arbitrage : Neal Brizan      | Spectateurs : 1 400 Arbitrage : Neal Brizan |
| 20:00 UTC-4      | Feuille de match                   |       |                        | Spectateurs : 1 400 Arbitrage : Neal Brizan      | Spectateurs : 1 400 Arbitrage : Neal Brizan |

| 18 novembre 2012 | Guyana                                                                    | 4 - 3 | Guyane                                                 | Grenada National Stadium, Saint-Georges, Grenade |                                             |
| 18:00 UTC-4      | Mills 12e · Moore 46e · Beveney 58e · Millington 69e · Beveney 87e (pen.) |       | Ridel 34e 63e · Torvic 76e · Sophie 86e · Edwige 90+1e | Spectateurs : 1 500 Arbitrage : Osiel Nuñez      | Spectateurs : 1 500 Arbitrage : Osiel Nuñez |
| 18:00 UTC-4      | Feuille de match                                                          |       |                                                        | Spectateurs : 1 500 Arbitrage : Osiel Nuñez      | Spectateurs : 1 500 Arbitrage : Osiel Nuñez |

| 16 novembre 2012 | Grenade          | 0 - 2 | Haïti                                     | Grenada National Stadium, Saint-Georges, Grenade |                                             |
| 20:00 UTC-4      | Rocastle 55e     |       | Sony 36e · Straker 58e (csc) · Saurel 89e | Spectateurs : 3 000 Arbitrage : Neal Brizan      | Spectateurs : 3 000 Arbitrage : Neal Brizan |
| 20:00 UTC-4      | Feuille de match |       |                                           | Spectateurs : 3 000 Arbitrage : Neal Brizan      | Spectateurs : 3 000 Arbitrage : Neal Brizan |

#### Groupe 7
Le tournoi est organisé aux Abymes et à Baie Mahault (Guadeloupe) du 23 au 27 octobre.
| Rang | Équipe                 | Pts | J | G | N | P | Bp | Bc | Diff |
| ---- | ---------------------- | --- | - | - | - | - | -- | -- | ---- |
| 1    | République dominicaine | 7   | 3 | 2 | 1 | 0 | 6  | 2  | +4   |
| 2    | Martinique             | 5   | 3 | 1 | 2 | 0 | 6  | 5  | +1   |
| 3    | Guadeloupe             | 4   | 3 | 1 | 1 | 1 | 7  | 6  | +1   |
| 4    | Porto Rico             | 0   | 3 | 0 | 0 | 3 | 3  | 9  | -6   |

| 23 octobre 2012 | Martinique           | 2 - 1 | Porto Rico | Stade René-Serge-Nabajoth, Les Abymes, Guadeloupe |                                                 |
| 18:00 UTC-4     | Sabin 38e (pen.) 43e |       | Ramos 55e  | Spectateurs : 100 Arbitrage : Igniatus Baptiste   | Spectateurs : 100 Arbitrage : Igniatus Baptiste |
| 18:00 UTC-4     | Feuille de match     |       |            | Spectateurs : 100 Arbitrage : Igniatus Baptiste   | Spectateurs : 100 Arbitrage : Igniatus Baptiste |

| 23 octobre 2012 | Guadeloupe       | 0 - 2 | République dominicaine | Stade René-Serge Nabajoth, Abymes, Guadeloupe     |                                                   |
| 20:00 UTC-4     |                  |       | Faña 45+1e 90+3e       | Spectateurs : 1 505 Arbitrage : Caswell Cambridge | Spectateurs : 1 505 Arbitrage : Caswell Cambridge |
| 20:00 UTC-4     | Feuille de match |       |                        | Spectateurs : 1 505 Arbitrage : Caswell Cambridge | Spectateurs : 1 505 Arbitrage : Caswell Cambridge |

| 25 octobre 2012 | République dominicaine | 1 - 1 | Martinique | Stade Fiesque Duchesne, Baie Mahault, Guadeloupe  |                                                   |
| 18:00 UTC-4     | Peralta 45e            |       | Zaïre 67e  | Spectateurs : 1 800 Arbitrage : Collingham Delves | Spectateurs : 1 800 Arbitrage : Collingham Delves |
| 18:00 UTC-4     | Feuille de match       |       |            | Spectateurs : 1 800 Arbitrage : Collingham Delves | Spectateurs : 1 800 Arbitrage : Collingham Delves |

| 25 octobre 2012 | Guadeloupe                               | 4 - 1 | Porto Rico | Stade Fiesque Duchesne, Baie Mahault, Guadeloupe |                                               |
| 20:00 UTC-4     | Loval 8e · D. Mocka 11e 26e · Pascal 69e |       | Ramos 83e  | Spectateurs : 1 500 Arbitrage : Daniel Leslie    | Spectateurs : 1 500 Arbitrage : Daniel Leslie |
| 20:00 UTC-4     | Feuille de match                         |       |            | Spectateurs : 1 500 Arbitrage : Daniel Leslie    | Spectateurs : 1 500 Arbitrage : Daniel Leslie |

| 27 octobre 2012 | Porto Rico       | 1 - 3 | République dominicaine   | Stade René-Serge Nabajoth, Abymes, Guadeloupe     |                                                   |
| 17:00 UTC-4     | Vélez 80e        |       | Faña 19e 70e · Ulloa 86e | Spectateurs : 3 000 Arbitrage : Caswell Cambridge | Spectateurs : 3 000 Arbitrage : Caswell Cambridge |
| 17:00 UTC-4     | Feuille de match |       |                          | Spectateurs : 3 000 Arbitrage : Caswell Cambridge | Spectateurs : 3 000 Arbitrage : Caswell Cambridge |

| 27 octobre 2012 | Guadeloupe                   | 3 - 3 | Martinique                   | Stade René-Serge Nabajoth, Abymes, Guadeloupe |                                               |
| 19:00 UTC-4     | Clavier 13e 33e · Pascal 74e |       | Germany 17e · Gustan 24e 63e | Spectateurs : 2 891 Arbitrage : Daniel Leslie | Spectateurs : 2 891 Arbitrage : Daniel Leslie |
| 19:00 UTC-4     | Feuille de match             |       |                              | Spectateurs : 2 891 Arbitrage : Daniel Leslie | Spectateurs : 2 891 Arbitrage : Daniel Leslie |

#### Groupe 8
Le tournoi est organisé à Trinité-et-Tobago du 14 au 18 novembre.
| Rang | Équipe                          | Pts | J | G | N | P | Bp | Bc | Diff |
| ---- | ------------------------------- | --- | - | - | - | - | -- | -- | ---- |
| 1    | Trinité-et-Tobago               | 7   | 3 | 2 | 1 | 0 | 5  | 1  | +4   |
| 2    | Cuba                            | 4   | 3 | 1 | 1 | 1 | 6  | 2  | +4   |
| 3    | Suriname                        | 3   | 3 | 1 | 0 | 2 | 1  | 8  | -7   |
| 4    | Saint-Vincent-et-les-Grenadines | 2   | 3 | 0 | 2 | 1 | 2  | 3  | -1   |

| 14 novembre 2012 | Cuba | 5 - 0 | Suriname      | Dwight Yorke Stadium, Bacolet, Tobago       |                                             |
| 18:00 UTC-4      | Hernández 6e · Colomé 23e · Hernández 36e · Corrales 44e · Martínez 46e · Hernández 62e · Malblanche 69e · Hernández 89e |       | Ong A Fat 27e | Spectateurs : 200 Arbitrage : Valman Bedeau | Spectateurs : 200 Arbitrage : Valman Bedeau |
| 18:00 UTC-4      | Feuille de match |       |               | Spectateurs : 200 Arbitrage : Valman Bedeau | Spectateurs : 200 Arbitrage : Valman Bedeau |

| 14 novembre 2012 | Trinité-et-Tobago                                       | 1 - 1 | Saint-Vincent-et-les-Grenadines        | Dwight Yorke Stadium, Bacolet, Tobago           |                                                 |
| 20:00 UTC-4      | Jorsling 3e · Theobald 30e · Mitchell 82e · Power 90+1e |       | Lynch 2e · M. Samuel 24e · Hamlett 71e | Spectateurs : 800 Arbitrage : Courtney Campbell | Spectateurs : 800 Arbitrage : Courtney Campbell |
| 20:00 UTC-4      | Feuille de match                                        |       |                                        | Spectateurs : 800 Arbitrage : Courtney Campbell | Spectateurs : 800 Arbitrage : Courtney Campbell |

| 16 novembre 2012 | Saint-Vincent-et-les-Grenadines | 1 - 1 | Cuba        | Dwight Yorke Stadium, Bacolet, Tobago       |                                             |
| 18:00 UTC-4      | Stewart 8e · M. Samuel 55e      |       | Linares 48e | Spectateurs : 300 Arbitrage : Trevor Taylor | Spectateurs : 300 Arbitrage : Trevor Taylor |
| 18:00 UTC-4      | Feuille de match                |       |             | Spectateurs : 300 Arbitrage : Trevor Taylor | Spectateurs : 300 Arbitrage : Trevor Taylor |

| 16 novembre 2012 | Trinité-et-Tobago                                        | 3 - 0 | Suriname    | Dwight Yorke Stadium, Bacolet, Tobago       |                                             |
| 20:00 UTC-4      | Mitchell 21e · Roy 32e · Power 35e · Roy 50e · David 88e |       | Stekkel 40e | Spectateurs : 950 Arbitrage : Alain Georges | Spectateurs : 950 Arbitrage : Alain Georges |
| 20:00 UTC-4      | Feuille de match                                         |       |             | Spectateurs : 950 Arbitrage : Alain Georges | Spectateurs : 950 Arbitrage : Alain Georges |

| 18 novembre 2012 | Suriname                                   | 1 - 0 | Saint-Vincent-et-les-Grenadines                 | Dwight Yorke Stadium, Bacolet, Tobago       |                                             |
| 18:00 UTC-4      | Vallei 26e · Aloema 42e (pen.) · Pinas 44e |       | McDowald 41e · M. Samuel 67e · James 76e, 90+3e | Spectateurs : 200 Arbitrage : Alain Georges | Spectateurs : 200 Arbitrage : Alain Georges |
| 18:00 UTC-4      | Feuille de match                           |       |                                                 | Spectateurs : 200 Arbitrage : Alain Georges | Spectateurs : 200 Arbitrage : Alain Georges |

| 18 novembre 2012 | Trinité-et-Tobago          | 1 - 0 | Cuba | Dwight Yorke Stadium, Bacolet, Tobago             |                                                   |
| 20:00 UTC-4      | Power 40e · Guerra 67e 79e |       |      | Spectateurs : 1 300 Arbitrage : Courtney Campbell | Spectateurs : 1 300 Arbitrage : Courtney Campbell |
| 20:00 UTC-4      | Feuille de match           |       |      | Spectateurs : 1 300 Arbitrage : Courtney Campbell | Spectateurs : 1 300 Arbitrage : Courtney Campbell |

## Phase finale
Équipes qualifiées
- Antigua-et-Barbuda (Pays hôte, qualifié d'office)
- Jamaïque (Tenant du titre, qualifié d'office)
- Cuba
- Guyane
- Haïti
- République dominicaine
- Martinique
- Trinité-et-Tobago

Le tournoi est organisé à Antigua-et-Barbuda du 7 au 16 décembre.

### Premier tour

#### Groupe A
| Rang | Équipe                 | Pts | J | G | N | P | Bp | Bc | Diff |
| ---- | ---------------------- | --- | - | - | - | - | -- | -- | ---- |
| 1    | Haïti                  | 7   | 3 | 2 | 1 | 0 | 3  | 1  | +2   |
| 2    | Trinité-et-Tobago      | 4   | 3 | 1 | 1 | 1 | 2  | 3  | -1   |
| 3    | Antigua-et-Barbuda     | 3   | 3 | 1 | 0 | 2 | 3  | 3  | 0    |
| 4    | République dominicaine | 3   | 3 | 1 | 0 | 2 | 4  | 5  | -1   |

| 7 décembre 2012 | Haïti                   | 0 - 0 | Trinité-et-Tobago | Antigua Recreation Ground, Saint John's, Antigua-et-Barbuda |                                               |
| 18:00 UTC-4     | Monuma 24e · Saurel 90e |       | Molino 23e        | Spectateurs : 150 Arbitrage : Valdin Legister               | Spectateurs : 150 Arbitrage : Valdin Legister |
| 18:00 UTC-4     | Rapport                 |       |                   | Spectateurs : 150 Arbitrage : Valdin Legister               | Spectateurs : 150 Arbitrage : Valdin Legister |

| 7 décembre 2012 | Antigua-et-Barbuda    | 1 - 2 | République dominicaine | Antigua Recreation Ground, Saint John's, Antigua-et-Barbuda |                             |
| 20:00 UTC-4     | Byers 17e · Byers 30e |       | García 74e · Faña 90e  | Arbitrage : Wilson da Costa                                 | Arbitrage : Wilson da Costa |
| 20:00 UTC-4     | Rapport               |       |                        | Arbitrage : Wilson da Costa                                 | Arbitrage : Wilson da Costa |

| 9 décembre 2012 | République dominicaine | 1 - 2 | Haïti                                                       | Antigua Recreation Ground, Saint John's, Antigua-et-Barbuda |                                       |
| 17:00 UTC-4     | Rodríguez 12e          |       | Saint-Preux 10e · Peguero 39e · Saint-Preux 76e · Sirin 84e | Spectateurs : 800 Arbitrage : Bonilla                       | Spectateurs : 800 Arbitrage : Bonilla |
| 17:00 UTC-4     | Rapport                |       |                                                             | Spectateurs : 800 Arbitrage : Bonilla                       | Spectateurs : 800 Arbitrage : Bonilla |

| 9 décembre 2012 | Antigua-et-Barbuda       | 2 - 0 | Trinité-et-Tobago | Antigua Recreation Ground, Saint John's, Antigua-et-Barbuda |                                           |
| 19:00 UTC-4     | Griffith 50e · Byers 71e |       | David 81e         | Spectateurs : 2 000 Arbitrage : Rubalcaba                   | Spectateurs : 2 000 Arbitrage : Rubalcaba |
| 19:00 UTC-4     | Rapport                  |       |                   | Spectateurs : 2 000 Arbitrage : Rubalcaba                   | Spectateurs : 2 000 Arbitrage : Rubalcaba |

| 11 décembre 2012 | Trinité-et-Tobago                                               | 2 - 1 | République dominicaine      | Antigua Recreation Ground, Saint John's, Antigua-et-Barbuda |                                         |
| 17:00 UTC-4      | Carter 14e · Carter 29e · David 40e · Molino 70e · Gonzales 79e |       | Peralta 33e · Rodríguez 52e | Spectateurs : 250 Arbitrage : M. Thomas                     | Spectateurs : 250 Arbitrage : M. Thomas |
| 17:00 UTC-4      | Rapport                                                         |       |                             | Spectateurs : 250 Arbitrage : M. Thomas                     | Spectateurs : 250 Arbitrage : M. Thomas |

| 11 décembre 2012 | Antigua-et-Barbuda | 0 - 1 | Haïti                    | Antigua Recreation Ground, Saint John's, Antigua-et-Barbuda |                                       |
| 19:00 UTC-4      | Dublin 68e         |       | Peguero 19e · Jérôme 84e | Spectateurs : 800 Arbitrage : M. Brea                       | Spectateurs : 800 Arbitrage : M. Brea |
| 19:00 UTC-4      | Rapport            |       |                          | Spectateurs : 800 Arbitrage : M. Brea                       | Spectateurs : 800 Arbitrage : M. Brea |

#### Groupe B
| Rang | Équipe     | Pts | J | G | N | P | Bp | Bc | Diff |
| ---- | ---------- | --- | - | - | - | - | -- | -- | ---- |
| 1    | Martinique | 7   | 3 | 2 | 1 | 0 | 4  | 1  | +3   |
| 2    | Cuba       | 6   | 3 | 2 | 0 | 1 | 3  | 2  | +1   |
| 3    | Guyane     | 3   | 3 | 1 | 0 | 2 | 4  | 6  | -2   |
| 4    | Jamaïque   | 1   | 3 | 0 | 1 | 2 | 1  | 3  | -2   |

| 8 décembre 2012 | Martinique                                          | 1 - 0 | Cuba                           | Stade Sir Vivian Richards, North Sound, Antigua-et-Barbuda |                                             |
| 17:00 UTC-4     | Gustan 14e · Piquionne 25e · Berdix 43e · Mirza 59e |       | Malblanche 27e · Francisco 32e | Spectateurs : 100 Arbitrage : M. Wijngaarde                | Spectateurs : 100 Arbitrage : M. Wijngaarde |
| 17:00 UTC-4     | Rapport                                             |       |                                | Spectateurs : 100 Arbitrage : M. Wijngaarde                | Spectateurs : 100 Arbitrage : M. Wijngaarde |

| 8 décembre 2012 | Jamaïque                           | 1 - 2 | Guyane                              | Stade Sir Vivian Richards, North Sound, Antigua-et-Barbuda |                                          |
| 19:00 UTC-4     | Stewart 23e · Hue 30e · Thomas 54e |       | Pigrée 20e · Evens 48e · Edwige 58e | Spectateurs : 100 Arbitrage : M. Vasquez                   | Spectateurs : 100 Arbitrage : M. Vasquez |
| 19:00 UTC-4     | Rapport                            |       |                                     | Spectateurs : 100 Arbitrage : M. Vasquez                   | Spectateurs : 100 Arbitrage : M. Vasquez |

| 10 décembre 2012 | Cuba                                          | 2 - 1 | Guyane                               | Stade Sir Vivian Richards, North Sound, Antigua-et-Barbuda |                                                      |
| 17:00 UTC-4      | Y. Valencia 61e · Martínez 73e · Martínez 75e |       | 16e Pigrée · 68e Ataiso · 79e Sophie | Spectateurs : 225 Arbitrage : Porto Rico M. Anderson       | Spectateurs : 225 Arbitrage : Porto Rico M. Anderson |
| 17:00 UTC-4      | Rapport                                       |       |                                      | Spectateurs : 225 Arbitrage : Porto Rico M. Anderson       | Spectateurs : 225 Arbitrage : Porto Rico M. Anderson |

| 10 décembre 2012 | Jamaïque          | 0 - 0 | Martinique                            | Stade Sir Vivian Richards, North Sound, Antigua-et-Barbuda |                                          |
| 19:00 UTC-4      | Phillips 33e, 62e |       | 23e Kévin Parsemain · 30e Jordy Delem | Spectateurs : 225 Arbitrage : M. Johnson                   | Spectateurs : 225 Arbitrage : M. Johnson |
| 19:00 UTC-4      | Rapport           |       |                                       | Spectateurs : 225 Arbitrage : M. Johnson                   | Spectateurs : 225 Arbitrage : M. Johnson |

| 12 décembre 2012 | Guyane                             | 1 - 3 | Martinique                                            | Stade Sir Vivian Richards, North Sound, Antigua-et-Barbuda |                                          |
| 17:00 UTC-4      | Jean-Jacques 31e · Darcheville 80e |       | 10e Piquionne · 33e Parsemain · 77e Angély · 81e Ravi | Spectateurs : 100 Arbitrage : M. Vasquez                   | Spectateurs : 100 Arbitrage : M. Vasquez |
| 17:00 UTC-4      | Rapport                            |       |                                                       | Spectateurs : 100 Arbitrage : M. Vasquez                   | Spectateurs : 100 Arbitrage : M. Vasquez |

| 12 décembre 2012 | Jamaïque                  | 0 - 1 | Cuba                                       | Stade Sir Vivian Richards, North Sound, Antigua-et-Barbuda |                                          |
| 19:00 UTC-4      | Anderson 70e · Powell 85e |       | 57e Urgellés · 59e Martínez · 86e Urgellés | Spectateurs : 200 Arbitrage : M. Bonilla                   | Spectateurs : 200 Arbitrage : M. Bonilla |
| 19:00 UTC-4      | Rapport                   |       |                                            | Spectateurs : 200 Arbitrage : M. Bonilla                   | Spectateurs : 200 Arbitrage : M. Bonilla |

### Tableau final
Les 4 demi-finalistes sont qualifiés pour la Gold Cup 2013.
|  | Demi-finales      | Demi-finales      |                        |         | Finale | Finale |
|  | Demi-finales      | Demi-finales      |                        |         | Finale | Finale |
|  |                   |                   |                        |         |        |        |
|  |                   |                   |                        |         |        |        |
|  |                   |                   |                        |         |        |        |
|  | Haïti             | 0                 |                        |         |        |        |
|  | Haïti             | 0                 |                        |         |        |        |
|  | Cuba              | 1                 |                        |         |        |        |
|  | Cuba              | 1                 | Cuba                   | 1       |        |        |
|  |                   |                   | Cuba                   | 1       |        |        |
|  |                   | Trinité-et-Tobago | 0                      |         |        |        |
|  | Martinique        | Trinité-et-Tobago | 0                      | 1ap (4) |        |        |
|  | Martinique        |                   |                        | 1ap (4) |        |        |
|  | Trinité-et-Tobago | 1 tab(5)          |                        |         |        |        |
|  | Trinité-et-Tobago | 1 tab(5)          | Match pour la 3e place |         |        |        |
|  |                   |                   |                        |         |        |        |
|  |                   |                   |                        |         |        |        |
|  |                   |                   |                        |         |        |        |
|  | Haïti             | 1 ap              |                        |         |        |        |
|  | Haïti             | 1 ap              |                        |         |        |        |
|  | Martinique        | 0                 |                        |         |        |        |
|  | Martinique        | 0                 |                        |         |        |        |

#### Demi-finales
| 14 décembre 2012 | Martinique                                          | 1 - 1 a. p.       | Trinité-et-Tobago                                | Antigua Recreation Ground, Saint John's, Antigua-et-Barbuda |                           |
| 17:00 UTC-4      | Berdix 50e · Parsemain 75e · Ravi 83e               |                   | 80e Guerra · 90e Roy · 120+4e Theobald           | Arbitrage : Elmer Bonilla                                   | Arbitrage : Elmer Bonilla |
| 17:00 UTC-4      | Feuille de match                                    |                   |                                                  | Arbitrage : Elmer Bonilla                                   | Arbitrage : Elmer Bonilla |
| 17:00 UTC-4      | Berdix · Crétinoir · Gustan · Parsemain · Piquionne | Tirs au but 4 - 5 | Theobald · Molino · Mitchell · Gonzales · Guerra | Arbitrage : Elmer Bonilla                                   | Arbitrage : Elmer Bonilla |

| 14 décembre 2012 | Haïti                   | 0 - 1 | Cuba                                      | Antigua Recreation Ground, Saint John's, Antigua-et-Barbuda |                                                 |
| 20:00 UTC-4      | Alcenat 5e · Aveska 29e |       | 8e J. Colomé · 37e Molina · 47e Y. Colomé | Spectateurs : 200 Arbitrage : Enrico Wijngaarde             | Spectateurs : 200 Arbitrage : Enrico Wijngaarde |
| 20:00 UTC-4      | Feuille de match        |       |                                           | Spectateurs : 200 Arbitrage : Enrico Wijngaarde             | Spectateurs : 200 Arbitrage : Enrico Wijngaarde |

#### Match pour la3eplace
| 16 décembre 2012 | Haïti                              | 1 - 0 a. p. | Martinique                                                      | Stade Sir Vivian Richards, North Sound, Antigua-et-Barbuda |                                           |
| 17:00 UTC-4      | Saint-Preux 90+4e · Alexandre 102e |             | 15e Delem · 20e Angely · 45e Reuperne · 61e Anglio · 64e Mainge | Spectateurs : 100 Arbitrage : M. da Costa                  | Spectateurs : 100 Arbitrage : M. da Costa |
| 17:00 UTC-4      | Feuille de match                   |             |                                                                 | Spectateurs : 100 Arbitrage : M. da Costa                  | Spectateurs : 100 Arbitrage : M. da Costa |

#### Finale
| 16 décembre 2012 | Cuba                                                     | 1 - 0 a. p. | Trinité-et-Tobago                                | Stade Sir Vivian Richards, North Sound, Antigua-et-Barbuda |                                           |
| 19:00 UTC-4      | Clavelo 29e · Valencia · Hernández 113e · Hernández 114e |             | 53e Seon Power · 62e Williams · 67e Kevon Carter | Spectateurs : 750 Arbitrage : M. Legister                  | Spectateurs : 750 Arbitrage : M. Legister |
| 19:00 UTC-4      | Feuille de match                                         |             |                                                  | Spectateurs : 750 Arbitrage : M. Legister                  | Spectateurs : 750 Arbitrage : M. Legister |

| Vainqueur de la Coupe caribéenne des nations 2012: Cuba Premier titre |